# Port lotniczy Nikozja
Port lotniczy Nikozja – nieużywany obecnie port lotniczy położony na zachód od Nikozji, stolicy Cypru. Zamknięty został w 1974, po inwazji tureckiej na Cypr.